# نویبراندنبورگ
نویبراندنبورگ (به آلمانی: Neubrandenburg) شهری کوچک در شرق ایالت مکلنبورگ-فورپومن و در شمال شرقی آلمان است. این شهر کوچک نزدیک به دریاچه موریتس نیز است.